# Wirtschaftsgebäude des KZ Dachau

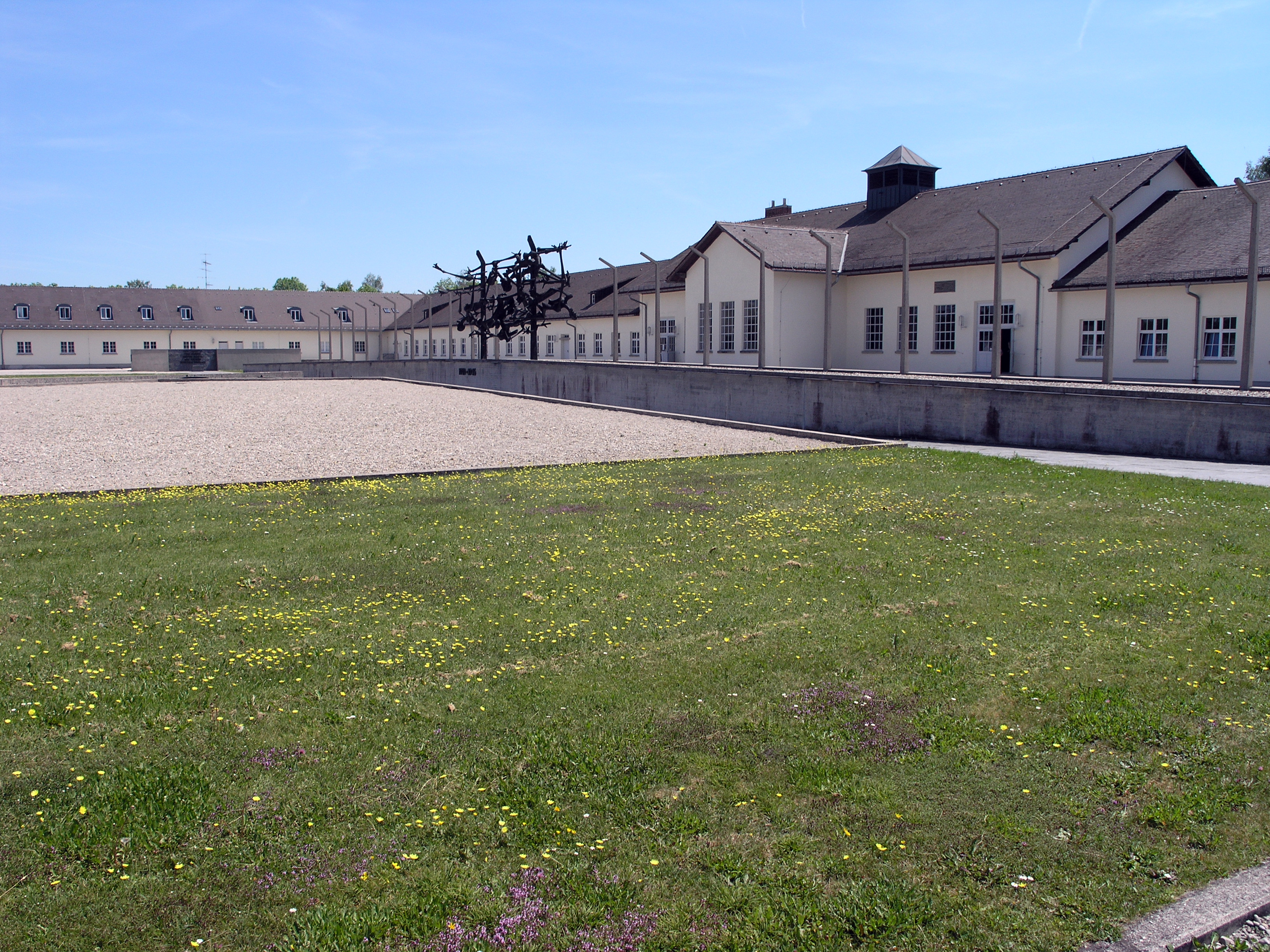
Das ehemalige Wirtschaftsgebäude

Das ehemalige Wirtschaftsgebäude des KZ Dachau ist ein u-förmig gemauertes Bauwerk, das heute die Ausstellung der Gedenkstätte beherbergt. Es lag, getrennt vom SS-Gelände, auf dem Häftlingsgelände des Konzentrationslager Dachau. Zur Zeit des Nationalsozialismus befanden sich darin unter anderem eine Küche und das berüchtigte Bad, d. h. eine Duschanlage, welche die SS u. a. als Ort für Folter benutzte. 

## Propaganda
Die Jahre 1936 bis 1938 bildeten eine Art Übergangszeit in der Geschichte der nationalsozialistischen Konzentrationslager. Die erste Welle der politischen Verfolgung und Inhaftierung seit 1933 war etwas abgeklungen. Der NSDAP lag stark daran, den schlechten Ruf, welchen die KZ bereits zu diesem Zeitpunkt hatten, zu mildern und sowohl Inland als auch Ausland von geordneten Zuständen zu überzeugen. Himmler sprach von "modernen Konzentrationslagern", und es würden "Greuelpropaganda und Lügen" über die Lager verbreitet. Am 29. April 1939 hatte Himmler eine Rundfunkrede diesbezüglich gehalten: 
„Ich darf bei dieser Gelegenheit in aller Offenheit über die Konzentrationslager ein Wort sagen. Ich weiß, wie verlogen und wie töricht gerade das Ausland über diese Einrichtung schreibt, erzählt und lästert. Das Konzentrationslager ist sicherlich wie jeder Freiheitsentzug eine scharfe und strenge Maßnahme. Harte, neue Werte schaffende Arbeit, ein geregelter Lebenslauf, eine unerhörte Sauberkeit im Wohnen und in der Körperpflege, ein tadelloses Essen, eine strenge aber gerechte Behandlung, die Anleitung, Arbeit wieder zu erlernen und Fähigkeiten handwerklicher Art dazu zu gewinnen, sind die Methoden der Erziehung. Die Devise, die über diesen Lagern steht, lautet: "Es gibt einen Weg zur Freiheit. Seine Meilensteine heißen: Gehorsam, Fleiß, Ehrlichkeit, Ordnung, Sauberkeit, Nüchternheit, Wahrhaftigkeit, Opfersinn und Liebe zum Vaterland“
Durch weiße Dachziegel zusammengesetzt hatte Himmler auf das Dach des Wirtschaftsgebäudes ebendiese Parole schreiben lassen. Der Appellplatz lag direkt vor dem Wirtschaftsgebäude: somit hatten die Häftlinge bei den täglichen Zähl-Appellen diese Worte stundenlang vor Augen, was sie als sehr zynisch und provozierend empfanden.

## Küche

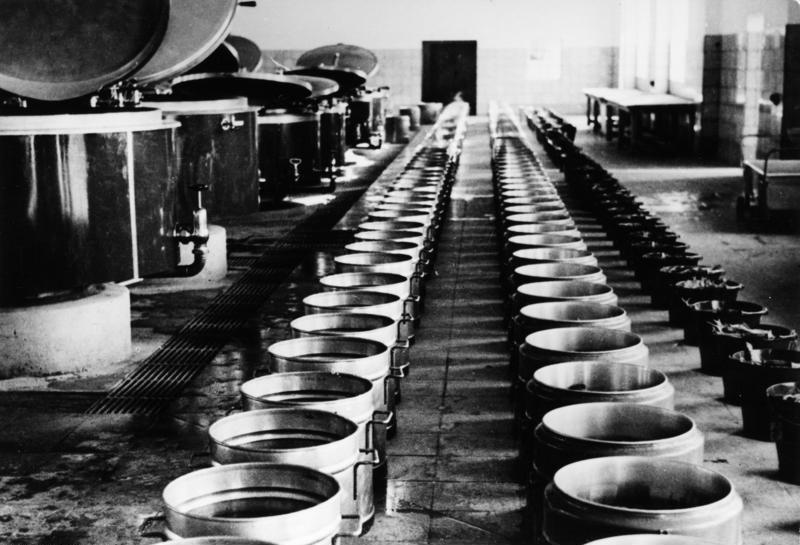
Die Küche mit den Töpfen, in denen das Essen ausgetragen wurde (Propagandaaufn. von Friedrich Franz Bauer 28. Juni 1938)

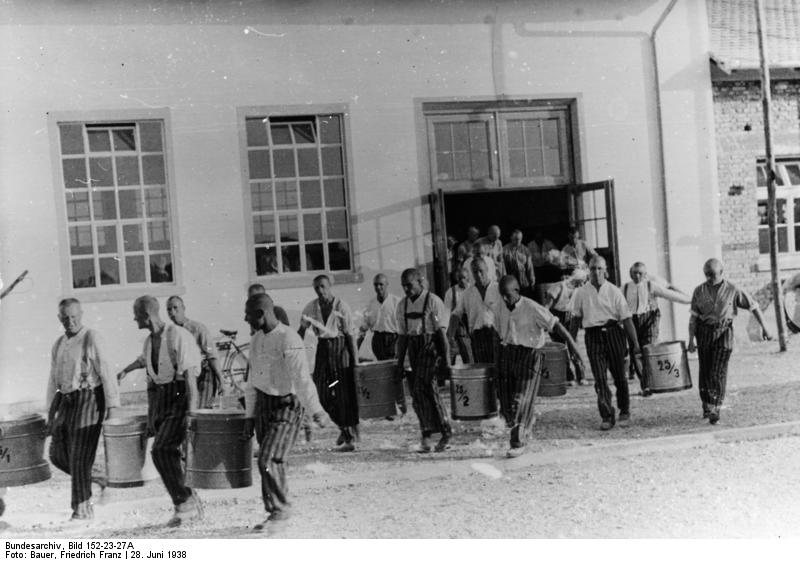
Häftlinge beim Austragen des Essens (28. Juni 1938)

Die Küche diente zur Zubereitung des Essens für die Gefangenen. Eigens dafür eingeteilte Häftlinge holten es zu den Mahlzeiten in Kesseln und verteilten es in alle Wohnbaracken, nämlich die sog. uneingeteilten (nicht in Arbeitskommandos abgeordneten) Häftlinge. In späteren Jahren war das Austragen der Mahlzeiten die Aufgabe der inhaftierten Pfarrer. 
Die moderne Küche diente auch der NS-Propaganda. Die Lager-SS führte Besucher bei propagandistischen Besichtigungstouren durch den in roter Emaille und Chrom glänzenden Kochbereich und zeigte die dampfgeheizten Kochkessel. Die Besucher erhielten stets eine einfache, aber reichliche Mahlzeit, wie sie Gefangene angeblich ebenso erhielten.

## Schubraum
Im sogenannten „Schubraum“ vollzog sich die Einlieferungsprozedur. Getrennt durch lange Tische mussten sich die neuangekommenen Häftlinge durch SS-Männer sowie Funktionshäftlinge registrieren lassen. Persönliche Gegenstände einschließlich der Zivilkleidung mussten abgegeben werden und wurden im Dachgeschoss des Wirtschaftsgebäudes eingelagert. Als nächste „Station“ wartete dann das sog. Bad auf die neuen Häftlinge.

## Bad
Eine große, zweckmäßig ausgestattete Duschanlage war im Gebäude, in ihr konnten sich zwischen 100 und 150 Personen gleichzeitig waschen. Dieser Raum war als das berüchtigte „Bad“ bekannt: Ihn benutzte die SS auch für Körperstrafen (Schläge und Pfahlhängen) und Folterungen. Weitere Räume waren eine Wäscherei, Kleider- und Effektenkammer sowie Vorratsräume.